# Till varje leende, en tår
Till varje leende, en tår utkom 1997 och är ett studioalbum av Cecilia Vennersten.  Låtarna på albumet går mer i stilen singer-songwriter, då hon skrivit mycket av musiken själv, jämfört med hennes självbetitlade debutalbum 1995.

## Låtlista
1. Om du ändå förstod
2. Vänd dig aldrig om
3. Hur har vi hamnat här
4. Allt som jag vill ha
5. Lever för dig
6. Minnena består
7. Stanna här hos mig
8. Saker som man gör
9. Någonting hände
10. Längtar hem

## Medverkande
- Mattias Torell — gitarr
- Harry Sommerdahl, Anders Bagge, Johan Ekelund — klaviatur, bas, trummor

### Fotnoter
1. ↑  ”Svensk mediedatabas”. http://smdb.kb.se/catalog/id/001516249. Läst 10 maj 2011.